# Moya Dyring

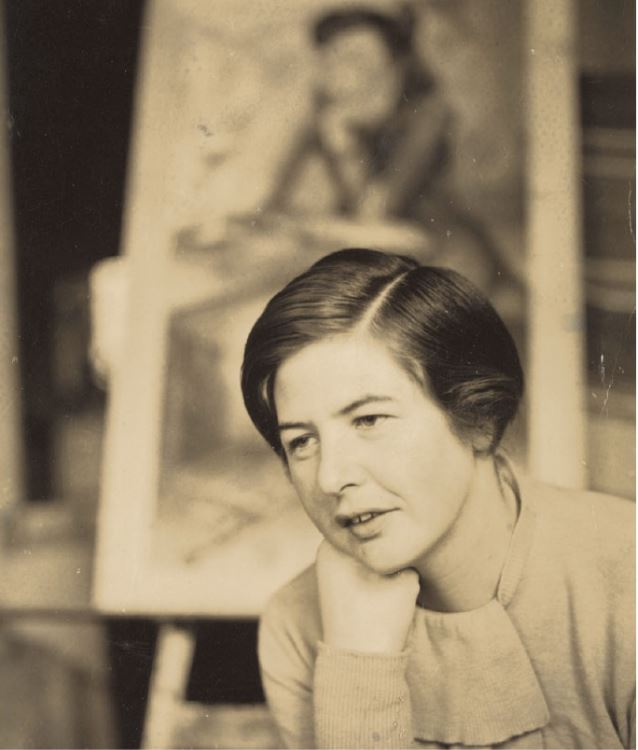
Moya Dyring, 1937.

Moya Claire Dyring (* 10. Februar 1909 in Coburg, Australien; † 4. Januar 1967 in Wimbledon, Vereinigtes Königreich) war eine australische Malerin des Kubismus und des Intimismus.

## Leben
Moya Claire Dyring war das dritte Kind des Arztes Carl Peter Wilhelm Dyring und dessen zweiter Ehefrau Dagmar Alexandra Esther, geborene Cohn, die beide in Victoria gebürtig waren. Sie besuchte von 1917 bis 1927 die Firbank Church of England Girls' Grammar School in Brighton, einem Stadtteil von Melbourne. Nach einem Besuch in Paris 1928 studierte sie von 1929 bis 1932 an der Schule der National Gallery of Victoria in Melbourne, wo ihr späterer Ehemann, der Künstler Samuel Laurence Atyeo, einer ihrer Kommilitonen war.

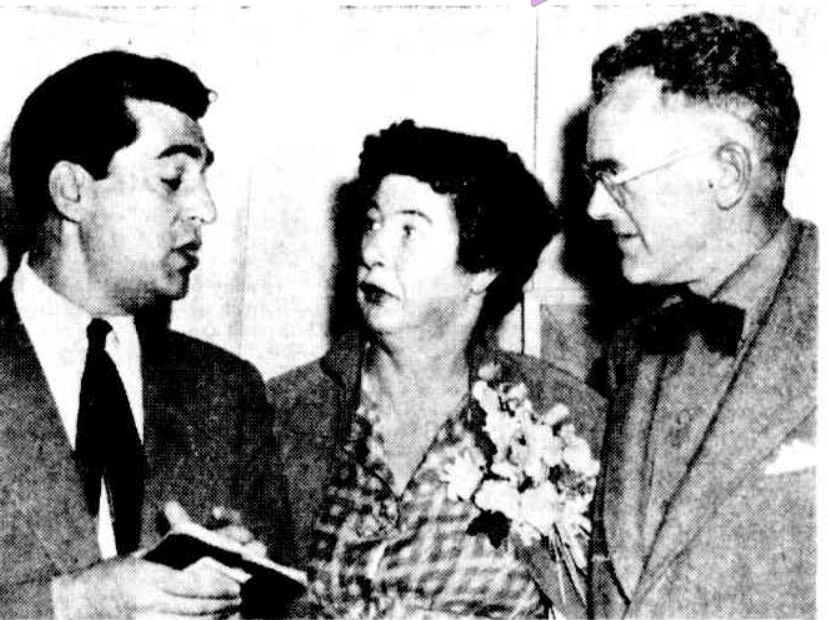
Moya Drying mit Claude Bonin-Pissarro (links) und Hal Missingham, Sydney 1953.

In den frühen 1930er Jahren beschäftigte sie sich mit der Klassischen Moderne. Sie malte an der George Bell School und studierte mit Mary Alice Evatt und Cynthia Reed bei Rah Fizelle in Sydney. 1937 übernahm sie in Bulleen (Melbourne) für einige Monate die Leitung der Künstlerkolonie Heide im Haus und Garten von John und Sunday Reed. Atyeo hatte eine Affäre mit Sunday Reed, später hatte Dyring ein Liebesverhältnis mit Sundays Ehemann John.
Dyring gehörte zu den ersten Malern in Melbourne, die auf den Einfluss des Kubismus reagierten. Im Juni 1937 stellte Dyring in der Riddell Gallery von Melbourne ihre Arbeiten aus. Der Kunstkritiker Basil Burdett zeigte sich von ihrer Kunst wenig begeistert und schrieb über ihre „etwas inkohärente Interpretation moderner Ideen“, erkannte jedoch an, dass ihre Arbeiten „Kühnheit der Farbe und ein gewisses monumentales Gefühl für die Form“ auswiesen, „Qualitäten, die in der australischen Malerei selten genug sind“.
Im August des Jahres begab sich Dyring nach Panama, von wo aus sie mit dem Bus nach New York weiterfuhr. Sie unterbrach ihre Reise an einigen Stationen zum Besuch von Galerien. Sie hatte ursprünglich vor in den Vereinigten Staaten zu malen, konnte aber an den Werken zeitgenössischer amerikanischer Künstler keinen Gefallen finden und setzte nach Frankreich über. Ab 1938 war sie in Paris ansässig, wo sie die Kontakte ihres Freundes Sam Atyeo zur dortigen Avantgarde nutzte und an der Académie Colarossi, der Académie de la Grande Chaumière und der Malschule von André Lhote studierte.

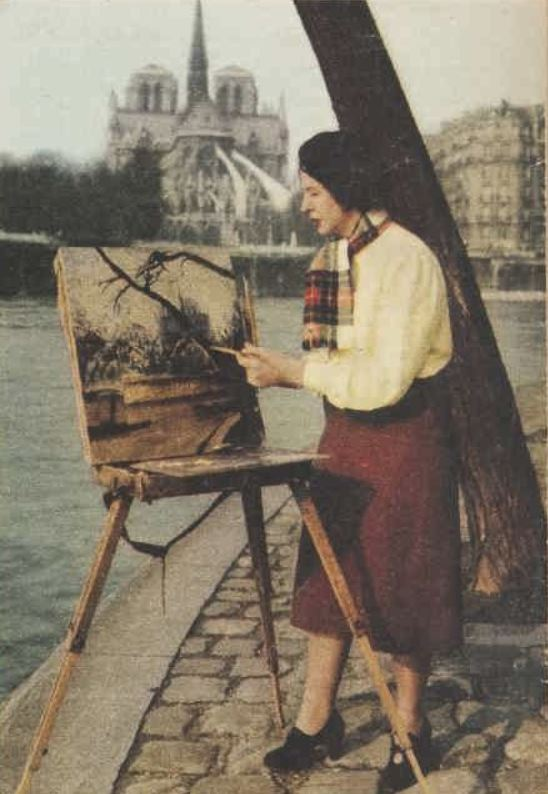
Moya Dyring bei der Arbeit an einem Gemälde, direkt unter ihrer Wohnung am Ufer der Seine.

1939 ließen sich Dyring mit Atyeo auf einem Bauernhof im französischen Vence nieder; wo sie – von den Erinnerungen an Heide inspiriert – Früchte und Blumen anbauten. Atyeo nahm einen Auftrag zur Dekoration eines Hauses in Dominica an, einem Inselstaat in den Kleinen Antillen, und ließ Moya in Vence zurück. 
Nach der Deutschen Besetzung Frankreichs im Zweiten Weltkrieg wurde Dyring über Südafrika nach Australien evakuiert, wo sie malte und sich mit Kunst der Aborigines befasste. Darauf reiste sie nach Dominica und heiratete Atyeo. Das Paar wurde jedoch nicht glücklich, beide malten nicht in dieser Zeit, zudem erkrankte Dyring. 

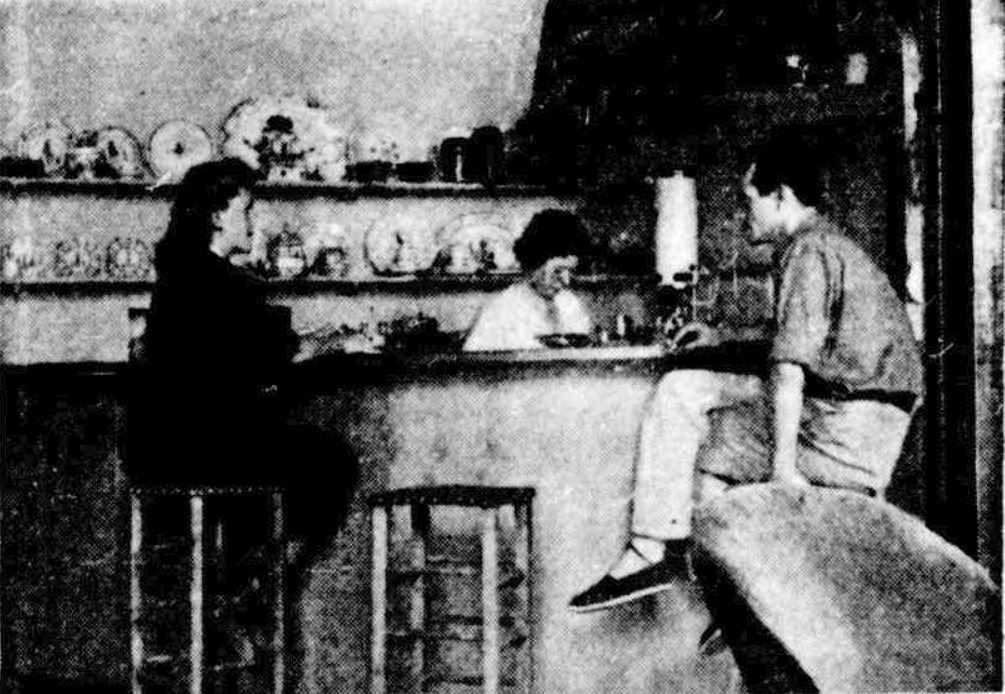
Moya Dyring (Mitte) kocht in ihrer Pariser Wohnung für den australischen Künstler David Strachan und die französische Malerin Madelaine Mare.

Der australische Außenminister Herbert Vere Evatt, ein alter Freund aus Melbourne, bot Atyeo 1942 politische Aufgaben in seinem Ministerium an, zu denen ihn Dyring in die USA begleitete. Hier malte sie gelegentlich und stellte auch 1943 in Washington aus. Die ursprünglich befristete Anstellung Atyeos im australischen Staatsdienst dauerte insgesamt etwa acht Jahre. Dyring kehrte derweil nach Paris zurück um sich ganz der Kunst zu widmen; 1950 ließ sich das Paar scheiden.
Ab etwa 1946 war Dyrings Kunst eher von persönlicher als von innovativer Motivation geprägt. Sie erarbeitete sich in der französischen Künstlergemeinde einen beachtlichen Ruf für ihre malerische Umsetzung provinzieller Szenen. Der australische Kunsthistoriker Bernard Smith verortete ihr Werk dieser Zeit im Intimismus. 
1948 mietete und renovierte Dyring eine Wohnung auf der Pariser Île Saint-Louis, die als Chez Moya zu einem Anlaufpunkt für Australier in Frankreich wurde, die ihre Gastfreundschaft, ihre Küche und ihre praktische Hilfe genossen. Sie kehrte mehrfach nach Australien zurück und stellte 1950, 1953, 1956, 1960 sowie 1963 in verschiedenen Städten des Landes aus; in der dortigen Presse berichtete sie über das Pariser Kulturleben.
Im Dezember 1949 zeigte Dyring ihre Arbeiten auf einer Einzelausstellung in London, wo sie mit dort lebenden Australiern in engem Kontakt stand, darunter der Kostümdesigner Loudon Sainthill und die Maler Donald Friend, David Edgar Strachan, Alannah Coleman sowie Margaret Olley. 1961 kuratierte sie die australische Sektion der Pariser Biennale. 
Am 4. Januar 1967 starb Moya Dyring an einem an Krebsleiden in Wimbledon, London. In der Cité Internationale Universitaire de Paris wurde zu ihrem Gedenken eine Wohnung für australische Künstler eingerichtet.

## Werke (Auswahl)
Zwei ihrer frühesten kubistischen Werke Melanctha und Portrait of Sunday Reed von 1934 sind Teil der Sammlung des Heide Museum of Modern Art. Ihr Werk ist mit Old mill the Aveyron auch in der National Gallery of Australia in Canberra vertreten.
- Majorca
- Bois de Boulogne, 1957
- Spring flowers, 1958
- Pont Avon
- St. Louis Toulon
- Pont Louis Philippe Saint Gervais, 1962
- On the banks of the Seine
- Farm buildings in a rural landscape
- Portrait of Sam Atyeo, 1934
- Holly, 1937
- View from window 39 Quai d’Anjou, um 1950
- View from studio, 1952
- Concarneau, Brittany, 1952
- Africa Woman, 1940
- Notre Dame, 1950